# Akira Tonomura
Akira Tonomura (外村 彰, Tonomura Akira), né le 25 avril 1942 dans la Préfecture de Hyōgo, et mort le 2 mai 2012, est un physicien japonais connu pour son développement de l'holographie par électron (en) et de sa vérification expérimentale de l'effet Aharonov-Bohm.

## Biographie
Akira Tonomura est né en Hyōgo au Japon en 1942 est diplômé de l'Université de Tokyo avec un diplôme en physique. Après l'obtention du diplôme, il rejoint le laboratoire central de recherche d'Hitachi, où il a obtenu plus tard le titre de "Fellow" en 1999.
Dans les années 1970, Akira Tonomura a été un pionnier dans le développement du microscope à holographie par électron et a observé les lignes de force magnétique pour la première fois au monde. Sur cette base, en 1986, il a vérifié expérimentalement l'effet Aharonov-Bohm, qui n'avait pas de preuve expérimentale définitive depuis longtemps. Cette expérience a prouvé que les vecteurs potentiels, qui ne sont rien de plus qu'un concept mathématique en physique classique, sont en fait des quantités physiques qui sont plus fondamentales que les champs électriques ou magnétiques,.
Tonomura était aussi connu pour ses observations du mouvement de vortex magnétiques dans les supraconducteurs.

## Récompenses
- Franklin Institute Awards (1999)
- Prix Nishina
- Prix impérial de l'Académie japonaise

## Publication
- (en) Electron Holography, 2e édition/A. Tonomura, Springer, Springer Series in Optical Sciencess (1999)